# Mangarahara-Buntbarsch
Der Mangarahara-Buntbarsch (Ptychochromis insolitus) ist eine Buntbarschart, die im nordwestlichen Madagaskar im Einzugsbereiche des Flusses Sofia vorkommt. Die IUCN stuft den Bestand der Art als vom Aussterben bedroht ein, da sein Heimatfluss durch einen Dammbau immer weniger Wasser bekommt. Durch Erhaltungszuchten in verschiedenen Zoologischen Gärten wird versucht die Art vor dem Aussterben zu bewahren.

## Merkmale
Das bei der Erstbeschreibung untersuchte Typusexemplar von Ptychochromis insolitus hatte eine Standardlänge von 5,5 cm, die Art soll aber wesentlich größer werden. Der Rumpf ist seitlich abgeflacht, oval und im Vergleich zu vielen anderen Ptychochromis-Arten weniger hochrückig. Außerdem hat der Mangarahara-Buntbarsch im Vergleich zu seinen Verwandten weniger Rumpfwirbel (12) und weniger Einzelknochen zwischen den Orbita. Vom hinteren Rand des Kiemendeckels bis auf den Schwanzstiel verläuft ein nur undeutlich ausgeprägter Streifen. Die Grundfärbung von Ptychochromis insolitus ist silbrig oder silbrig-golden, vor allem unterhalb der Seiten-Mittellinie. Oberhalb der Mittellinie, im Nacken und auf der Kopfoberseite befinden sich schwärzliche Flecken. Auch die Wangen und die Kiemendeckel sind silbrig. Die unpaaren Flossen sind rötlich, vor allem an den Rändern, oder dunkelgrau. Brust- und Bauchflossen sind rötlich oder hell, die Bauchflossen können am hinteren Rand auch schwärzlich sein. Die Schwanzflosse ist gegabelt. Die Brust- und Bauchflossen sind relativ lang und laufen spitz zu. Angelegt reichen die Bauchflossen deutlich bis hinter den Anus.
- Flossenformel: Dorsale XIII/11, Anale III/27.
- Schuppenformel: SL 34–38.
- Wirbel: 12 + 15 = 27.[1]

## Lebensweise
Der Mangarahara-Buntbarsch kommt im nordwestlichen Madagaskar im Einzugsbereiche des Flusses Sofia vor. An der Terra typica weist der Fluss einen sandigen und felsigen Untergrund auf. Das Wasser ist klar und fließt relativ schnell. Die Fische ernähren sich von aquatischen Insekten und anderen Wirbellosen, von höheren Wasserpflanzen und von Algen. Sie sind Substratlaicher. Beide Elternteile beteiligen sich an der Brutpflege. Nach dem Schlupf werden die Jungfische relativ lange beschützt. Die Fortpflanzungszeit reicht von Oktober bis Dezember, wenn der Wasserstand relativ niedrig ist.